# Evippomma squamulatum
Evippomma squamulatum là một loài nhện trong họ Lycosidae.
Loài này thuộc chi Evippomma. Evippomma squamulatum được Eugène Simon miêu tả năm 1898.